# Neil deGrasse Tyson

Firma di Neil deGrasse Tyson

Neil deGrasse Tyson (New York, 5 ottobre 1958) è un astrofisico e divulgatore scientifico statunitense, direttore dell'Hayden Planetarium dell'American Museum of Natural History, noto a livello internazionale per aver contribuito a far declassare Plutone a pianeta nano da parte dell'Unione Astronomica Internazionale nel 2006.

## Biografia

### Primi anni
Tyson nacque a New York come secondo di tre figli. Sua madre, Sunchita Maria Tyson, di origini portoricane, era una gerontologa per il Dipartimento della Salute degli Stati Uniti. Suo padre, Cyril deGrasse Tyson, afro-americano, era un sociologo, commissario delle risorse umane per il sindaco di New York John Lindsay, e il primo direttore dell'Harlem Youth Opportunities Unlimited. Il cognome di Tyson, deGrasse, deriva dal cognome da nubile della nonna paterna.
Tyson è cresciuto nel quartiere Castle Hill del Bronx, in seguito nel Riverdale. Dall'asilo fino alla scuola superiore, Tyson frequentò le scuole pubbliche del Bronx, la Riverdale Kingsbridge Academy e la Bronx High School of Science (1972-1976), dove fu capitano della squadra di wrestling e caporedattore del Physical Science Journal. Cominciò ad interessarsi di astronomia all'età di nove anni dopo aver visitato l'Hayden Planetarium. Tyson ricorda che: "così forte era quella impronta [del cielo notturno] che sono certo di non aver avuto scelta in materia, che in realtà, l'universo mi ha chiamato". Durante la scuola superiore frequentò corsi di astronomia offerti dall'Hayden Planetarium, che considerò "il periodo più formativo" della sua vita.
Durante la sua adolescenza Tyson studiò ossessivamente l'astronomia. Infine guadagnò una certa fama nella comunità astronomica per mezzo di conferenze già dall'età di 15 anni. L'astronomo Carl Sagan, docente alla Cornell University, provò ad assumere Tyson alla Cornell per gli studi universitari. Nel suo libro The Sky is Not the Limit, Tyson scrisse:
(Neil deGrasse Tyson, The Sky is Not the Limit.)
Tyson ricordò questi momenti nel primo episodio di Cosmos: Odissea nello Spazio. Tirando fuori dallo zaino proprio l'agenda dell'anno 1975 di Sagan, cercò il giorno in cui il famoso astronomo invitò l'allora diciassettenne Tyson a trascorrere una giornata ad Ithaca. Sagan gli offrì di restare se il suo autobus per il Bronx non fosse arrivato. Tyson disse: "Avevo già capito di voler diventare uno scienziato. Ma quella mattina, imparai da Carl quale tipo persona sarei voluto diventare".

### Percorso di studi
Tyson scelse di frequentare l'Università di Harvard, dove visse nella Currier House. Durante l'anno da matricola fu membro della squadra di canottaggio ma ritornò al wrestling. Al college oltre al wrestling e al canottaggio si dedicò anche al ballo, in particolare jazz, danza classica, afro-caraibica e ballo latino.
Tyson ottenne una laurea BA in fisica dall'Harvard University nel 1980 e divenne il suo lavoro di laurea all'Università del Texas a Austin da cui ebbe una laurea MA in astronomia nel 1983. Tyson continuò le attività di ballo, wrestling e canottaggio. Purtroppo non riuscì a trascorrere abbastanza tempo nel laboratorio di ricerca come avrebbe dovuto. I suoi professori lo incoraggiarono a considerare carriere alternative ed il comitato per la sua tesi di dottorato fu sciolto terminando la sua ricerca di dottorato presso l'Università del Texas.
Tyson fu un docente di astronomia dal 1986 al 1988 alla University of Maryland, College Park e, nel 1988, fu accettato nel corso di laurea astronomica alla Columbia University, dove ottenne una laurea MPhil in astrofisica nel 1989 e un dottorato di ricerca in astrofisica nel 1991 sotto la supervisione del professore R. Michael Rich (adesso alla Università della California, Los Angeles). Rich ottenne i fondi per supportare il dottorato di ricerca di Tyson presso la NASA e la fondazione ARCS, consentendo a Tyson di partecipare all'incontro internazionale in Italia, Svizzera, Cile e Sud Africa e di assumere studenti per la riduzione dei dati. Nel corso di questo lavoro di tesi, fece ricerche con il telescopio 0.91 m all'Osservatorio di Cerro Tololo in Cile, dove ottenne immagini della supernova Calán/Tololo Survey, contribuendo a promuovere il loro lavoro nello stabilire la Supernova di tipo Ia secondo la Scala delle distanze cosmiche. Questi documenti comprendevano parte delle carte di scoperta sull'utilizzo delle scale delle distanze, che ha portato a migliorare le misurazioni della Legge di Hubble e la scoperta dell'energia oscura nel 1998. Fu il 18º autore sul saggio con Brian Schmidt, il futuro vincitore del Premio Nobel per la fisica, nello studio delle distanze per le Supernova di tipo II e la costante di Hubble.
Durante il suo lavoro di tesi alla Columbia University, Tyson conobbe il professor David Spergel all'Università di Princeton, che ha visitato la Columbia University nel corso della collaborazione con il suo relatore di tesi sul rigonfiamento galattico.

## Carriera
La ricerca di Tyson si concentrò sull'osservazione cosmologica, l'evoluzione stellare, l'Astronomia galattica, la formazione stellare e il bulbo galattico. Ha tenuto numerose funzioni nelle istituzioni come l'Università del Maryland, Università di Princeton, il museo di storia naturale e l'Hayden Planetarium.
Nel 1994, cominciò a lavorare come ricercatore all'Hayden Planetarium mentre era ricercatore all'Università di Princeton, diventando direttore del planetario nel giugno 1996. Come direttore fu responsabile del progetto di ricostruzione, del valore di $210 milioni e che fu completato nel 2000.
Tyson ha scritto un gran numero di popolari libri di astronomia. Iniziò, nel 1995, a scrivere Universe, una rubrica per la rivista Natural History. Nella rubrica fu autore dell'edizione speciale della rivista, chiamata "City of Stairs" e nel 2002 rese popolare il termine Manhattanhenge, che descrive i due giorni all'anno in cui il sole si allinea con la pianta a scacchiera delle strade di Manhattan, creando un tramonto senza ostacoli. Coniò il termine nel 1996, ispirato dal fenomeno di allineamento che avviene nello Stonehenge in Inghilterra.
Nel 2001, il presidente George W. Bush designò Tyson a servire la Commissione sul futuro dell'industria aerospaziale degli Stati Uniti e, nel 2004, per la commissione del Presidente sull'implementazione della politica di esplorazione spaziale degli Stati Uniti, quest'ultimo è meglio conosciuto come la commissione Moon, Mars and Beyond. Subito dopo ebbe la NASA Distinguished Public Service Medal, la più importante onorificenza elargita dalla NASA.
Nel 2004, Tyson ha organizzato una miniserie di quattro parti, origins della serie PBS Nova. Inoltre fu coautore, con Donald Goldsmith, del volume, per queste serie, Origins: Fourteen Billion Years Of Cosmic Evolution. Collaborò ancora con Goldsmith come narratore del documentario 400 Years of the Telescope, il quale fu premiato dalla PBS nell'aprile 2009.
Come direttore dell'Hayden Planetarium, Tyson stravolse l'idea di Plutone come nono pianeta del sistema solare. Tyson spiegò che voleva osservare le caratteristiche comuni tra gli oggetti, raggruppando l'insieme di pianeti terrestri, i giganti gassosi e Plutone con gli oggetti simili, e per allontanarsi dal semplice contare i pianeti. Egli ha precisato, in alcuni show televisivi, che questa decisione gli ha portato una grande quantità di lettere di odio, molte delle quali da bambini. L'Unione Astronomica Internazionale (IAU), nel 2006, ha confermato questa sua valutazione di declassare Plutone a pianeta nano.
Tyson divenne vice presidente e in seguito presidente del Planetary Society. Divenne anche presentatore del programma della PBS Nova ScienceNow fino al 2011. Partecipò e fu speaker al Beyond Belief: Science, Religion, Reason and Survival, convegno del novembre 2006. Nel 2007 Tyson fu scelto per essere il presentatore di La storia dell'universo, popolare serie di History Channel.
Nel maggio 2009, Tyson lanciò uno show radio di un'ora chiamato Star Talk, che presentò insieme all'attrice comica Lyenne Koplitz. Lo show radio andava in onda il sabato pomeriggio a Los Angeles su KTLK AM e WHFS a Washington DC, durando tredici settimane; fu poi ritrasmesso nel dicembre 2010 co-diretto dagli attori Chuk Nice e Leighann Lord al posto della Koplitz. Gli ospiti spaziavano da scienziati a celebrità come GZA, Wil Wheaton, Sarah Silverman e Bill Maher. Il programma fu disponibile via internet in live streaming oppure in forma di podcast.
Nell'aprile 2011, Tyson fu l'oratore principale alla 93ª convention internazionale del Phi Theta Kappa. Lui e James Randi consegnavano una lettura chiamata Scetticismo, che direttamente correlato con il tema della convention, la democratizzazione dell'informazione: potere, pericolo e promessa.
Il 28 febbraio 2014, Tyson fu ospite alla White House Student Film Festival. Nel 2014 presentò la serie TV Cosmos: Odissea nello spazio, un reboot della serie di Carl Sagan, andato in onda su FOX e su National Geographic Channel. Dopo che la prima stagione di 13 episodi è andata in onda, voci diffuse rivelano la probabile uscita di una seconda stagione. Tyson ha già rivelato che se fosse prodotta una seconda stagione, passerebbe l'onore di condurre ad un altro scienziato. Il 20 aprile 2015 divenne presentatore di un Talk Show chiamato Star Talk in onda su National Geographic Channel, dove deGrasse Tyson intervista celebrità pop e fa loro domande riguardo alle loro esperienze con la scienza.
National Geographic a fine novembre 2018 ha tuttavia posto in pausa il programma Star Talk dopo 3 episodi a seguito delle diverse accuse di cattiva condotta sessuale che hanno coinvolto lo scienziato
Nel 2016 ha collaborato con gli Avenged Sevenfold nell'album The Stage.
Ha recitato nel ruolo di sé stesso nell'episodio "Cervelli nella tormenta" della serie Stargate Atlantis.

## Opinioni

### Concezione spirituale
Tyson ha scritto e divulgato estesamente riguardo alla sua visione della scienza, spiritualità e spiritualità della scienza, fra gli altri nei saggi The Perimeter of Ignorance e Holy Wars, entrambi citati sulla rivista Natural History e, nel 2006, nel workshop Beyond Belief. In un'intervista con il comico Paul Mecurio, Tyson ha esposto la sua definizione di spiritualità: «Quando parlo di spirituale, mi riferisco ad una sensazione che ti connette con l'universo in un modo che potrebbe sconfiggere il linguaggio semplice. Pensiamo all'universo come ad un parcogiochi intellettuale, che lo è di sicuro, ma il momento in cui si impara qualcosa che tocca un'emozione piuttosto che qualcosa di intellettuale, chiamerei quello un incontro spirituale con l'universo». Tyson ha sostenuto che la fede di molti storici scienziati nel disegno intelligente limitava le loro indagini, a discapito del progresso delle conoscenze scientifiche.
Quando fu chiesto a Tyson, durante una sessione di domande alla Università di Buffalo, se credeva in una forza superiore, rispose: «Ogni resoconto relativo ad una forza superiore che io abbia letto, di tutte le religioni che ho visto, include molte affermazioni riguardo alla benevolenza di quel potere. Quando guardo l'universo e a tutti i modi in cui l'universo vuole ucciderci, trovo difficile conciliarlo con quelle dichiarazioni di benevolenza». Durante l'intervista Chiamata dall'universo: una conversazione con Neil DeGrasse Tyson nel 2009, Tyson disse: «Non posso accettare le dichiarazioni da parte degli atei che io sono parte della comunità. Non ho il tempo, l'energia e l'interesse di condurmi in questo modo… Io non sto cercando di convertire le persone. Non mi interessa».
A seguito di vari episodi in cui veniva indicato come parte della comunità atea, Tyson ha rilasciato un'intervista apparsa su YouTube in cui egli stesso si definisce agnostico.

### Razza e giustizia sociale
In un'intervista alla Howard Hughes Medical Institute, Tyson parlò dell'essere nero e uno dei più conosciuti scienziati nel mondo. Raccontò una storia su un'intervista riguardo all'esplosione del plasma nel Sole, su un'emittente locale Fox nel 1989. "Non avevo mai visto prima nella mia vita un'intervista ad una persona nera in televisione che non aveva niente a che fare con l'essere neri. E realizzai, a questo punto, che uno degli ultimi stereotipi che prevaleva tra la gente era che le persone nere sono in qualche modo stupide. Forse mi meravigliavo… questo è un modo per compromettere questa sorta di stereotipo che prevaleva su chi è intelligente e chi è stupido…".
Nel 2005 all'accademia nazionale delle scienze, Tyson rispose alla domanda riguardo al se le differenze genetiche possano impedire alle donne di lavorare come scienziate. Disse che, in base alla sua esperienza da astrofisico, nel momento in cui nella scienza non si trovano uomini di colore o donne, significa che esistono delle forze sociali che lo impediscono e che quindi, prima di parlare di differenze genetiche, bisogna prima di tutto arrivare ad un sistema di pari opportunità e solo dopo sarà possibile avere questo tipo di conversazione.
In un'intervista del 2014, Tyson disse che raccontò la sua esperienza nel 2005 nel tentativo di fare il punto sul fatto che la domanda scientifica sulle differenze genetiche può avere risposte solo dopo che le barriere sociali saranno demolite. Sto dicendo che prima di avere questa conversazione, bisogna essere davvero sicuri che si abbia un uguale accesso di opportunità. Nella stessa intervista disse che non era ciò che stava cercando di ottenere e questo punto avrebbe rischiato di diventare il punto di interesse nei suoi confronti invece dell'astrofisica. Proprio per questo motivo non si dilungò troppo pubblicamente.

## Riconoscimenti

### Premi
- 2001 Medal of Excellence, Columbia University, New York City
- 2004 NASA Medaglia per il servizio pubblico
- 2007 Premio Klopsteg Memorial
- 2009 Douglas S. Morrow Public Outreach Award - dalla Space Foundation, per i significativi contributi alla diffusione pubblica dei programmi spaziali
- 2009 Premio Isaac Asimov - dall'associazione americana umanistica[58]

### Lauree Honoris Causa
- 1997 York College, City University di New York
- 2000 Ramapo College, Mahwah, New Jersey
- 2000 Dominican College, Orangeburg, New York
- 2001 Università di Richmond, Richmond, Virginia
- 2002 Bloomfield College, Bloomfield, New Jersey
- 2003 Northeastern University, Boston, Massachusetts
- 2004 College di Staten Island, City University of New York
- 2006 Pace University, New York City
- 2007 Williams College, Williamstown, Massachusetts
- 2008 Università della Pennsylvania, Filadelfia, Pennsylvania
- 2010 Università dell'Alabama di Huntsville, Huntsville, Alabama
- 2010 Istituto Politecnico Rensselaer, Troy, New York
- 2010 Eastern Connecticut State University, Willimantic, Connecticut
- 2011 Gettysburg College, Gettysburg, Pennsylvania

### Altri
- 2000 Astronomo vivente più sexy, People Magazine[59].
- 2001 Asteroide chiamato in suo onore: 13123 Tyson, rinominato dall'Asteroide 1994KA dall'Unione Astronomica Internazionale.
- 2001 The Tech 100, votato dagli editori del Crain's Magazine, elenco delle 100 persone legate alla tecnologia più influenti di New York.
- 2004 Eletto tra i 50 più importanti Afro-Americani nella scienza e nella ricerca[60].
- 2007 Harvard 100: più influenti Harvard Alumni, Cambridge, Massachusetts.
- 2007 The Time 100, votato dagli editori del Time Magazine come una delle 100 persone più influenti al mondo[61].
- 2008 Discover Magazine - nominato come uno dei '50 cervelli migliori nella scienza'[62].

## Apparizioni cinematografiche e televisive
- Stargate Atlantis - episodio 5x16 Brainstorming (presente insieme a Bill Nye)
- The Big Bang Theory – serie TV, episodi 4x07 e 12x01 (2010-2018)
- Cosmos: Odissea nello spazio (Cosmos: A Spacetime Odyssey) - Presentatore
- Brooklyn Nine-Nine – serie TV, episodio 3x09
- Zoolander 2, regia di Ben Stiller (2016)
- Batman v Superman: Dawn of Justice
- L'era glaciale - In rotta di collisione (Ice Age: Collision Course) - voce
- Gravity Falls - voce
- Marte – serie TV
- Salvation – serie TV, episodio 1x01
- L'ultimo Sharknado - Era ora! (The Last Sharknado: It's About Time) - Merlino